# Чжоу Сюэчан
Чжо́у Сюэча́н (19 марта 1898 — 27 ноября 1952; кит. трад. 周學昌, упр. 周学昌, пиньинь Zhōu Xuéchāng) — политический деятель в Китайской республике. Был важной политической фигурой при режиме Ван Цзинвэя. Его вторым именем было Чжихо́у (кит. 芝侯).

## Биография
Родился в провинции Чжили (в настоящее время называется Хэбэй) на территории современного уезда Аньсинь. Окончил Пекинский университет и Гуандунский университет. В 1925 году стал работать инструктором в Академии Вампу. Занимал должности политрука 2-й дивизии Восточной армии Северного похода, председателя Центрального комитета Гоминьдана и ведущего члена пекинского отделения Гоминьдана. В 1931 году был назначен на должность начальника управления образования правительства города Пекин. В следующем октябре был назначен в комитет правительства провинции Шаньси. В 1938 году стал членом подготовительного комитета по созданию провинции Сикан.
С августа 1939 года Чжоу Сюэчан присоединился к Ван Цзинвэю в создании коллаборационистского Реорганизованного национального правительства Китая и был назначен членом Центрального комитета Гоминьдана. В следующем сентябре был назначен начальником отдела образования учебной группы по центральным политическим вопросам. В декабре 1941 года стал мэром особого города Нанкин и оставался на этой должности до тех пор, пока режим Ван Цзинвэя не рухнул.
После распада Реорганизованного национального правительства Китая 17 августа 1945 года бывший директор Бюро налоговой полиции Чжоу Гао, который был подчиненным Чжоу Фохая, внезапно организовал аресты важных членов бывшего правительство. Однако заместитель начальника штаба Экспедиционной армии в Китае Такэо Имаи призвал Чжоу Гао освободить своих пленников и Чжоу Сюэчан оказался на свободе.
26 сентября того же года Чжоу Сюэчан был арестован национальным правительством Чан Кайши. 19 октября 1945 года был осужден за измену родине как «ханьцзянь» и приговорён к смертной казни. В мае 1947 года приговор был подтвержден вышестоящим судом. Однако, гражданская война в Китае началась до того, как его приговор был приведён в исполнение, и в январе 1949 года он был переведен в тюрьму Тиланьцяо в Шанхае. После того, как была создана Китайская Народная Республика его статус не изменился, и он оставался в тюрьме вплоть до смерти от болезни 27 ноября 1952 года.